# Бајон (Мерт и Мозел)
Бајон (фр. Bayon) насеље је и општина у североисточној Француској у региону Лорена, у департману Мерт и Мозел која припада префектури Линевил.
По подацима из 2011. године у општини је живело 1.597 становника, а густина насељености је износила 263,97 становника/km². Општина се простире на површини од 6,05 km². Налази се на средњој надморској висини од 267 метара (максималној 397 m, а минималној 242 m).

## Демографија
| 1962. | 1968. | 1975. | 1982. | 1990. | 1999. | 2011. |
| ----- | ----- | ----- | ----- | ----- | ----- | ----- |
| 1.343 | 1.421 | 1.515 | 1.530 | 1.464 | 1.404 | 1.597 |

График промене броја становника у току последњих година